# Bomarion carenatum
Bomarion carenatum là một loài bọ cánh cứng trong họ Cerambycidae.